# Die Beat Generation – Wie alles anfing
Die Beat Generation – Wie alles anfing ist ein semi-dokumentarischer Film über die Beat Generation. Er erschien im Jahr 1999 unter dem englischen Originaltitel The Source. Regie führte Chuck Workman und die Hauptfiguren wurden von Johnny Depp, Dennis Hopper und John Turturro gespielt.

## Handlung
Der Film stellt in semi-dokumentarischer Weise die Geschichte und Hintergründe der „Beat Generation“ dar. Er beginnt im Jahr 1944, als sich die literarischen Begründer dieser „Beat Generation“ Allen Ginsberg, William S. Burroughs und Jack Kerouac an der Columbia University treffen. Sie sind unzufrieden mit den Regeln der Gesellschaft und werden Stück für Stück zu Außenseitern. Doch sie verschaffen dennoch ihrer Stimme Gehör, wenn auch nicht immer beabsichtigt. Aus dem Geist dieser Kultur der so genannten „Beatniks“ geht ca. 20 Jahre später die Hippie-Ära hervor, weswegen man sie auch als erste Repräsentanten einer Jugend- und Popkultur bezeichnen kann. Dieses Lebensgefühl der Beatniks beeinflusste eine ganze Generation von Künstlern, wie Andy Warhol, Bob Dylan und Tom Waits. Der Film endet mit dem Tod von Ginsberg und William S. Burroughs im Jahr 1997.
Es werden ihre Freundschaften, ihre Ankunft im amerikanischen Bewusstsein, ihre Reisen, häufige Parodien, Kerouacs Tod und Ginsbergs Politisierung gezeigt. Ihre Bewegung verbindet sich mit Bebop, John Cages Musik, abstraktem Expressionismus und lebendigem Theater.

## Produktionshintergrund
Die drei Autoren stellen sich zu einem großen Teil selbst dar und tragen ihre eigenen Texte vor, in den Spielszenen werden sie von Johnny Depp, Dennis Hopper und John Turturro verkörpert. Außerdem interpretieren sie die Arbeit der drei Schriftsteller. Alle drei Schauspieler sind bekennende Fans des Werks der Schriftsteller.
Der Film enthält sowohl originale Filmausschnitte und Bilder als auch nachgestellte Szenen, was einen Einblick in die Entstehung der Beat Generation ermöglicht.
Im Jahr 2006 wurde der Film von MCOne auf DVD erneut veröffentlicht.

## Synchronisation
Der Film wurde nicht synchronisiert, es gibt lediglich Untertitel in verschiedenen Sprachen. Grund dafür ist, dass die Texte zu einem großen Teil von Allen Ginsberg, William S. Burroughs und Jack Kerouac selbst gesprochen werden, was den dokumentarischen Charakter des Films ausmacht. Dieser ginge durch eine vollständige Synchronisation teilweise verloren.